# Похід Клеоніма до Південної Італії

Мапа Південної Італії, на якій зокрема позначені грецькі колонії Тарент і Метапонт

Похід Клеоніма до Південної Італії — військова кампанія, котра проводилась у 303—302 рр. до н. е. спартанським полководцем Клеонімом.

## Перша кампанія Клеоніма
Розташована на західному узбережжі півострова Салентина (відділяє Адріатичне море від затоки Таранто) грецька колонія Тарент мала в своїй історії чимало конфліктів з місцевими італійськими племенами. 304 року до н. е. самніти програли війну Риму, що розв'язало руки союзникам останнього луканцям (їх землі лежали західніше від земель тарентійців, на північно-західному узбережжі затоки Таранто). Готуючись до війни з мешканцями Луканії, в Таренті вирішили звернутись по допомогу до Спарти, котра колись була фундатором колонії. На чолі посланої у відповідь на це експедиції лакедемонян став Клеонім (син Клеомена II, якого не допустили до царської влади з огляду на певні моральні якості).
Набравши на надані тарентинцями кошти 5 тисяч найманців у лаконському Таенарумі (відомий давньогорецький центр вербовки), Клеонім в 303 р. до н. е. відбув на тарентійських кораблях до Південної Італії. В Таренті спартанський полководець прийняв ще не менше 5 тисяч найманців та сформував міське ополчення із 20 тисяч піхотинців та 2 тисяч вершників. Також була забезпечена підтримка з боку більшості грецьких міст Італії і місцевого племені мессапів (частина япігів, котра займала півострів Салентина). Налякані збором таких великих сил, луканці уклали мир із Тарентом.
Втім, до цієї угоди не приєднались мешканці грецької колонії Метапонт, розташованої на узбережжі Луканії за чотири десятки кілометрів на захід від Таренту. Тоді Клеонім виступив у похід проти цього полісу, одночасно наказавши луканцям почати спустошувати його територію. Лише після цього налякані метапонтійці капітулювали. Вони були змушені сплатити 600 талантів срібла, крім того, Клеонім забрав 200 дівчат із кращих сімей, не стільки як заручниць, як для задоволення власних бажань.

## Похід на мессапіїв
Певний час спартанець хотів вирушити на Сицилію та скинути сиракузького тирана Агафокла, проте у підсумку вирішив оволодіти Керкірою (острів біля узбережжя Епіру) . Узявши з громадян велику суму коштів та розмістивши тут гарнізон, він перетворив Керкіру на базу для своїх подальших операцій. За твердженням Діодора, Клеонім збирався втрутитись у велику політику — в Греції тоді підходила до кульмінації Четверта війна діадохів. Проте на перших порах спартанець відхилив пропозиції союзу як з боку Деметрія Поліоркета, так і від Кассандра.
Можливі плани спартанця зірвало відпадіння Таренту та мессапів. Клеонім терміново відплив з Керкіри та висадився на півострові Саленто в області варварів. Тут він захопив якесь місто (його назва у збереженому до наших часів уривку з праці Діодора втрачена) та продав мешканців у рабство, після чого взявся спустошувати країну. Далі він здобув шляхом облоги Тріопій та узяв три тисячі бранців. В цей час збіране кількома італійськими племенами військо вночі напало на його табір, перебило дві сотні воїнів та біля тисячі взяло у полон. До того ж шторм знищив два десятки суден, котрі стояли на якорі неподалік від стоянки. Це змусило Клеоніма повернутись на Керкіру.

## Операції 302р. до н.е
У 302 р. до н. е. спартанський полководець узявся за набіги на прибережні місцевості. Спершу він напав плем'я салентінців (західна частина мессапів, котра проживала уздовж узбережжя затоки Таранто) та захопив місто Фурії (розташування наразі невідоме). Лівій стверджує, що римляни надали допомогу салентинцям, втім, наводить дві версії цих подій — чи то Клеонім встиг покинути півострів Саленто ще до зіткнення з римлянами, что то був переможений ними та загнаний на кораблі.
Далі спартанський полководець пішов до Адріатики, де не наважився висадитись ані на італійський берег, ані на заселене войовничими іллірійцями східне узбережжя. Натомість він пройшов аж до північного завершення моря та обрав ціллю землі венетського міста Патавія (наразі Падуя). Увійшовши до Венеційської лагуни, він досяг устя річки Медуак (наразі Брента). Шлях по ній не підходив для великих кораблів, тому воїнів посадили на відібрані з флота судна із малою осадкою. Досягнувши трьох рибацьких селищ патавійців, прибульці узялись за грабіж. Втім, мешканці Патавії сусідили з войовничими галлами та були готові до захисту. Вони швидко сформували з молоді два загони, один з яких рушив проти грабіжників, тоді як інший кружним шляхом пішов до корабельної стоянки. Коли паттавійці перебили вартових, перелякані матроси відвели малі судна до протилежного берегу. В цей час інший загін успішно напав на солдатів Клеоніма, а коли останні кинулись втікати, на їх шляху також постали венети. Як наслідок, нападники були повністю розгромлені. Дізнавшись від полонених, що за три милі в усті річки стоять великі кораблі, паттавійці підійшли на плоскодонних суднах до ескадри Клеоніма. Греки, котрі боялись бою у невідомих водах, кинулись втікати, причому втратили кілька кораблів, які сіли на мілину. Всього Клеонім начебто втратив чотири п'ятих свого флоту.
Ще один фрагмент з діяльності спартанця повідомляє Полієн. За його оповіддю Клеонім узяв в полон якогось Тита, котрий був достатньо важливий, щоб вимагати за нього як викуп Епідамн (наразі Дуррес) та Аполлонію — грецькі колонії на заселеному іллірійцями узбережжі (на території сучасної Албанії).

## Втрата Коркіри
У прологах до твору Юстина зазначається, що за походами до Італії та Іллірії настала втрата Клеонімом Керкіри, проте за яких саме обставин це відбулось наразі нічого невідомо. Можливо, острів відібрав сиракузький тиран Агафокл, напасти на якого колись хотів спартанець. На користь такого припущення говорить те, що саме Агафокли прийшов на допомогу керкірцям, коли тих у 298 або 297 р. до н. е. обложив македонський цар Кассандр.
Втім, існують певні підстави відносити це на рахунок Деметрія I Поліоркета. В такому випадку це повинно було статись на початку 302 р. до н. е., оскільки в цьому ж році Деметрій був викликаний батьком до Малої Азії, де його атакували інші діадохи.